# Niemeyera gordoniifolia
Niemeyera gordoniifolia là một loài thực vật có hoa trong họ Hồng xiêm. Loài này được (S.Moore) ined. mô tả khoa học đầu tiên.